# Androcalva leiperi
Androcalva leiperi är en malvaväxtart som först beskrevs av Gordon P. Guymer, och fick sitt nu gällande namn av C.F.Wilkins och Whitlock. Androcalva leiperi ingår i släktet Androcalva och familjen malvaväxter. Inga underarter finns listade i Catalogue of Life.